# Bratrstvo (Hvězdná brána: Atlantida)
Bratrství (v anglickém originále The Brotherhood) je 16. epizoda I. série sci-fi seriálu Hvězdná brána: Atlantida.

## Děj
Před několika stovkami let napadli planetu Sodar Wraithové. Téměř vyhladili její obyvatele a zabili rovněž patnáct členů bratrstva, které chránilo vzácný artefakt – Potentii (ZPM), kterou si zde před dlouhým časem ukryli Antikové. Bratrstvo však pro případ své likvidace zanechalo určitá vodítka, která by v budoucnu jejich potomkům měla pomoci Potentii nalézt.
Dnes na Sodaře žijí lidé na úrovni pozemského středověku. Pokouší se Potentii vyhledat, zatím však mají pouze tři klíče z devíti. Sheppardův tým sem přilétá a brzy odhalí, že Potentie je ve skutečnosti ZPM, které by se jim momentálně velmi hodilo – k Atlantidě se totiž blíží wraithská šipka. Rodney McKay zjistí, kde se nalézají ostatní klíče, a společně se sodarskými vědci se pustí do pátrání. Klíče je zavedou ke komnatě bratrstva, která by je měla dovést přímo k ZPM.
V průběhu prací se hlavní sodarská vědkyně Alina zamiluje do doktora McKaye. Ten si ničeho nevšimne, Sheppard mu to však prozradí. Při rozhovoru s Alinou Rodney zmíní, že nevyrůstal na Atlantidě, ale že sem přišel poměrně nedávno ze Země…
Mezitím k Atlantidě doráží šipka. Doktor Beckett je nucen nasednout do jumperu a sestřelit ji. Nepodaří se mu to, nicméně šipka sama od sebe exploduje. Doktor Zelenka zjistí, že se jednalo o zvěda, který zaslal podrobné informace o Atlantidě Wraithům.
Zatím se na Sodaře objevují Geniové v čele s Kolyou. Zajmou Sheppardův tým a donutí doktora McKaye spolupracovat. Objeví ZPM, poručík Ford však použije světelný granát, který Genie omráčí, a společně je přemůžou. Sheppardův tým si odnáší ZPM na Atlantidu, Alinini lidé je však přepadnou a ZPM jim vezmou. Pomáhali týmu, protože se domnívali, že jsou to Antikové, pro které vlastně bratrstvo Potentii uchovávalo. Nyní se však rozhodli opět ji ukrýt a počkat na návrat skutečných Antiků.
Na Atlantidě zatím dálkové senzory objeví tři mateřské úly, kam výzvědná šipka odeslala informace. Za dva týdny dorazí k Atlantidě…